# Dennis te Braak
Dennis te Braak (Doetinchem, 27 mei 1973) is een Nederlandse voormalig voetballer. Hij kwam uit voor De Graafschap, VVV en SC Heracles '74 in Almelo. Hij speelde 34 wedstrijden in de Eredivisie en 151 in de Eerste divisie. 
Vervolgens werd hij trainer bij de jeugd van FC Twente en De Graafschap en jeugdcoördinator bij amateurclub SDOUC. Van 2014 tot medio 2018 was hij Hoofd Jeugdopleiding bij De Graafschap. In de zomer van 2018 stapte hij over naar Feyenoord, waar hij tot en met seizoen 2019-2020 een jeugdelftal onder zijn hoede nam. Te Braak tekende in april 2020 een tweejarig contract als Hoofd Jeugdopleiding bij N.E.C.. In het seizoen 2023/24 was hij assistent bij Feyenoord onder 21. In 2024 werd hij trainer van Feyenoord onder 19.

## Profstatistieken
| seizoen | club            | land      | competitie     | duels | goals |
| ------- | --------------- | --------- | -------------- | ----- | ----- |
| 1990/91 | De Graafschap   | Nederland | Eerste divisie | 3     | 0     |
| 1991/92 | De Graafschap   | Nederland | Eredivisie     | 0     | 0     |
| 1992/93 | De Graafschap   | Nederland | Eerste divisie | 3     | 0     |
| 1993/94 | De Graafschap   | Nederland | Eerste divisie | 22    | 0     |
| 1994/95 | De Graafschap   | Nederland | Eerste divisie | 22    | 2     |
| 1995/96 | VVV             | Nederland | Eerste divisie | 28    | 1     |
| 1996/97 | De Graafschap   | Nederland | Eredivisie     | 0     | 0     |
| 1997/98 | De Graafschap   | Nederland | Eredivisie     | 16    | 1     |
| 1998/99 | De Graafschap   | Nederland | Eredivisie     | 18    | 0     |
| 1999/00 | Heracles Almelo | Nederland | Eerste divisie | 30    | 1     |
| 2000/01 | Heracles Almelo | Nederland | Eerste divisie | 33    | 1     |
| 2001/02 | Heracles Almelo | Nederland | Eerste divisie | 10    | 0     |
| Totaal  | Totaal          | Totaal    | Totaal         | 185   | 6     |